# 13. emerytura
13. emerytura (także Emerytura+) – dodatkowe roczne świadczenie pieniężne dla emerytów i rencistów w wysokości najniższej emerytury.
Świadczenie potocznie nazywane „trzynastą emeryturą” zostało wprowadzone na mocy ustawy z dnia 4 kwietnia 2019 r. o jednorazowym świadczeniu pieniężnym dla emerytów i rencistów w 2019 roku, uchwalonej przez rząd Prawa i Sprawiedliwości. Od 2020 roku jest corocznym świadczeniem.

## Wysokość 13. emerytury
| Rok                     | Kwota brutto | Kwota netto |
| ----------------------- | ------------ | ----------- |
| 2019                    | 1 100 zł     | 888 zł      |
| 2020                    | 1 200 zł     | 981 zł      |
| 2021                    | 1 250,88 zł  | 1 022,30 zł |
| 2022                    | 1 338,44 zł  | 1 217,98 zł |
| 2023                    | 1 588,44 zł  | 1 445,48 zł |
| 2024                    | 1 780,96 zł  | 1 620,67 zł |
| 2025                    | 1 879,91 zł  | 1 709,82 zł |
| Źródło: GazetaSenior.pl |              |             |

Wysokość tzw. „trzynastej emerytury” nie jest uzależniona od dochodów emeryta, gdyż stanowi świadczenie o stałej wysokości, równej najniższej emeryturze obowiązującej w danym roku. Świadczenie podlega potrąceniu 9% składki na ubezpieczenie zdrowotne.
W przypadku, gdy łączne dochody świadczeniobiorcy (w tym trzynasta emerytura) przekraczają kwotę 30 000 zł w skali roku (lub gdy emerytura wynosi powyżej 2 500 zł), nadwyżka (w tym 13. emerytura) podlega opodatkowaniu według obowiązującej stawki podatku dochodowego od osób fizycznych, która wynosi 12% dla pierwszego progu podatkowego.

## Opinie na temat świadczenia
Według ustawodawcy celem wprowadzenia „trzynastki” było wsparcie materialne emerytów i rencistów oraz zmniejszenie nierówności społecznych i ekonomicznych.
Jednak trzynasta emerytura jest często oceniana jak kupowanie głosów starszego elektoratu, które nie rozwiązuje żadnego istotnego problemu, jak np. ubóstwo osób starszych czy brak systemowej opieki dla osób 80+.
Krytykowany jest brak kryterium dochodowego, gdyż 13. emerytura przysługuje zarówno osobom najuboższym, jak i tym najzamożniejszym.
To rozwiązanie jest oceniane jak nieuczciwe wobec tych, co pracowali dłużej, ponieważ wysokość świadczenia jest jednakowa dla tych, co wiele lat odprowadzali składki, jak i tych, co legalnie przepracowali np. miesiąc.
Wyrażono również obawę, że podobne świadczenia pobudzą oczekiwania na podobne zasiłki w przyszłości.